# Blaze Bayley

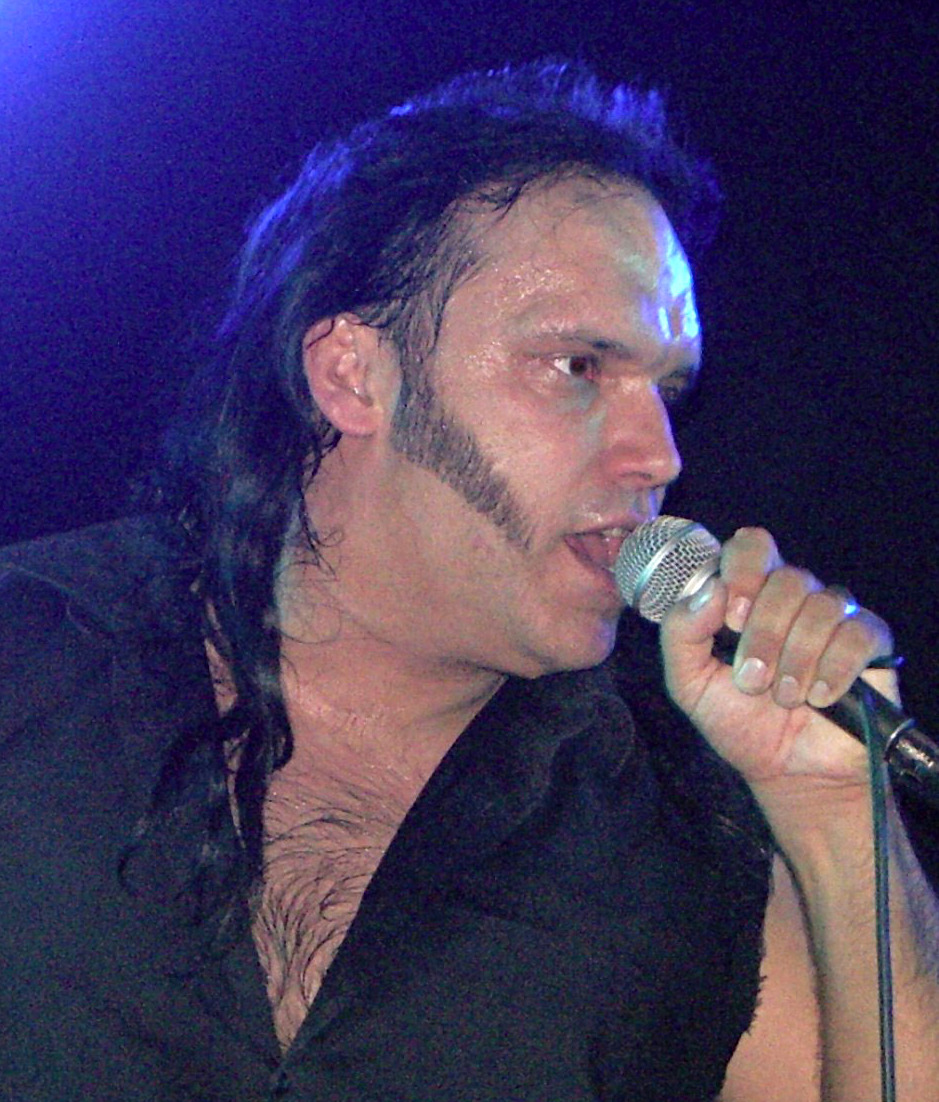
Blaze Bayley (2007)

Blaze Bayley (* 29. Mai 1963 in Birmingham, England als Bayley Alexander Cooke) ist ein britischer Metal-Sänger. Bekannt wurde er vor allem durch sein Engagement bei Iron Maiden. Derzeit ist er Leadsänger der nach ihm benannten Band Blaze Bayley (vormals Blaze).

## Biografie

### Wolfsbane (1984–1994)
Blaze Bayley begann seine Gesangskarriere bei der britischen, 1984 gegründeten Band Wolfsbane. Mit dieser Gruppe nahm Bayley insgesamt drei Studio- und ein Live-Album sowie diverse Singles auf. 1991 spielte Wolfsbane im Vorprogramm von Iron Maiden. 1994 fragte Iron Maiden bei Bayley an, ob er Nachfolger von Bruce Dickinson werden wolle. Bayley sagte zu und verließ seine Band, die sich daraufhin auflöste.

### Iron Maiden (1994–1999)
Bayley war der Sänger auf den Alben The X Factor (1995) und Virtual XI (1998). Er hatte bei Iron Maiden von Anfang an einen schweren Stand, da sein direkter Vorgänger Bruce Dickinson, der seit 1981 für die Band gesungen hatte, stärker mit der Band assoziiert wurde. Die ersten Songs von The X Factor waren noch komplett auf Dickinsons Stimme zugeschnitten, wobei die Stimme von Bayley eine gänzlich andere Klangfarbe hatte, erheblich dunkler und tiefer. Trotzdem war die erste Single von Iron Maiden mit Bayley, Man on the Edge, die von Bayley verfasst worden war, ein großer Erfolg für den Sänger. Erst auf Virtual XI wurde Bayley komplett am Songwriting beteiligt. Das Album erreichte nicht die Absatzzahlen der früheren Werke mit Dickinson.

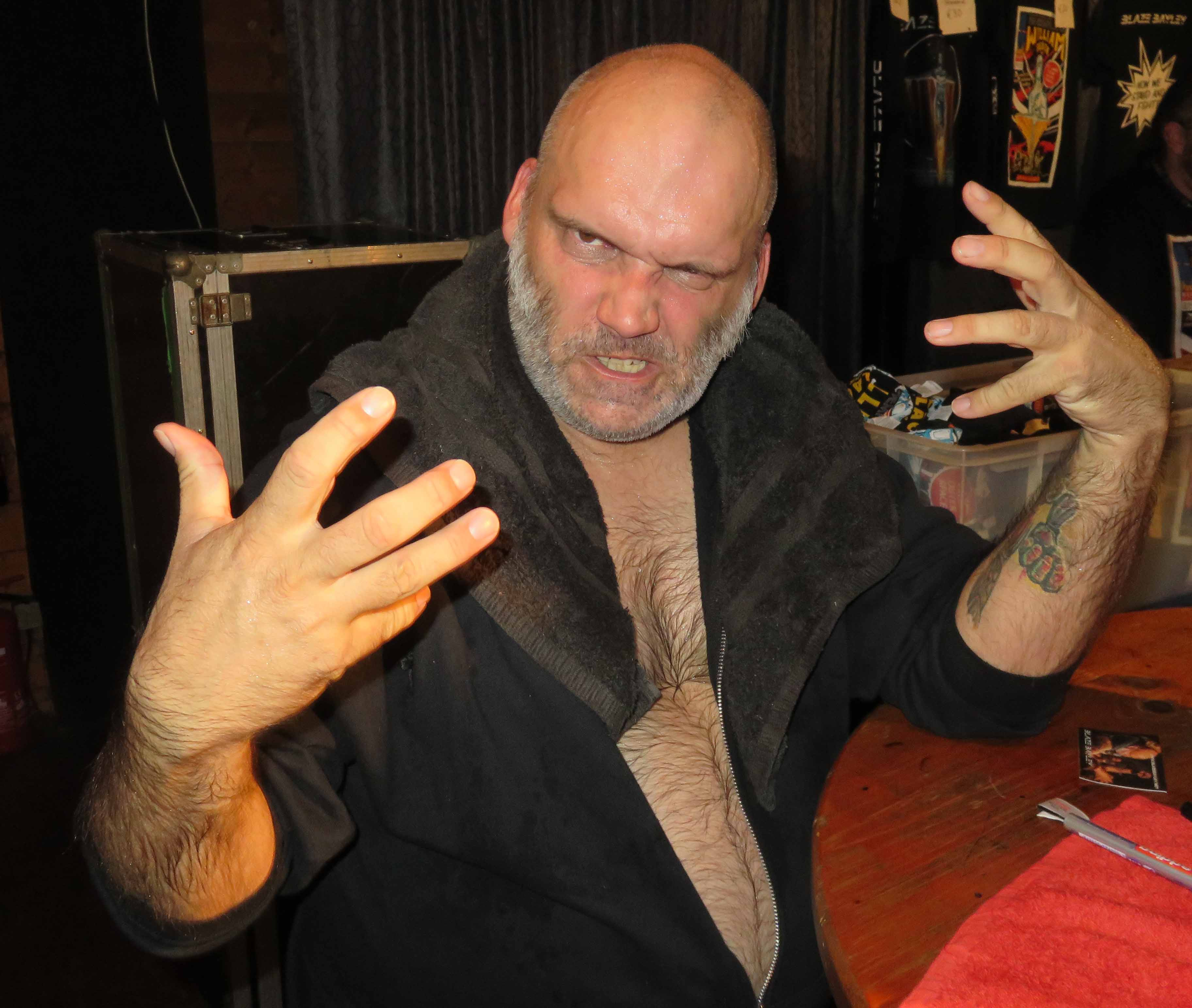
Blaze Bayley nach einem Solo-Konzert (2018)

Neben dem fehlenden kommerziellen Erfolg bekam Bayley auf der letzten Tour mit Iron Maiden zudem erhebliche Stimmprobleme. Die Band musste wegen einer Allergie-Erkrankung Bayleys die letzten Shows in den Vereinigten Staaten absagen. Nach dem abrupten Ende der Tournee wurde bekanntgegeben, dass sowohl Adrian Smith als auch Bruce Dickinson zu Maiden zurückkehren würden. Die Zusammenarbeit mit Bayley wurde einvernehmlich beendet. Im britischen Metal-Hammer wird aber deutlich, welche Entwicklung Iron Maiden nach dem Einstieg von Bayley gehabt haben soll. Ein Auszug aus dem Artikel, der 2003 erschien, zeigt ein differenziertes Bild aus dem Innenleben der britischen Rockgruppe:

„1993, für Iron Maiden sah es schlecht aus, nachdem die Metal-Ikone Dickinson Maiden verließ, war die Band in einem tiefen Loch. War Dickinson überhaupt ersetzbar? Mit Freude vernahm man, dass schon 1993 die Auditions für einen neuen Sängerposten begannen. Im Frühling 1994 fiel zum ersten Mal der Name Blaze Bayley. Die Fans waren skeptisch, da seine bisherige Band Wolfsbane irgendwie gar nicht zu Maiden passen wollte! Aber im Sommer 1994 stand es fest, Blaze war neuer Sänger. Da man aber auf Steve vertraute, konnte da nicht viel schiefgehen und so wurde doch mit viel Euphorie das neue Album X Factor erwartet, das 1995 erschien. Doch die meisten Maidenfans waren enttäuscht. Maiden klang anders, zu düster und vor allem war der neue Sänger stimmlich ganz anders als Dickinson. Die Tournee X Factour folgte, auf der Blaze sich das erste Mal live beweisen sollte. Wieder war der Eindruck zwiespältig. Maiden war zwar wieder deutlich aktiver, doch bekam Bayley die alten Klassiker nie in den Griff. Bei den neuen Songs sang er souverän, aber die meisten Maiden Fans waren unzufrieden und es gab zum ersten Mal richtige Kritik an Steve Harris. Bandintern blieb es ruhig, die Band setzte Blaze nicht unter Druck. Also machte die Band nach der X-FacTour eine längere Pause, die mit dem neuem Studioalbum Virtual XI beendet wurde. Als diese Scheibe erschien, hagelte es wieder massive Kritik; schwaches Songwriting, schwache Produktion und vor allem der Gesang sei für Maiden unwürdig. Auch schoss die Presse sich langsam auf Bayley ein, andauernd wurden Reunions gefordert, die wohl auch den damaligen Sänger verunsicherten. Auch die ‚Die-Hard-Fans‘ wandten sich von Bayley ab, als rauskam, dass er einen Telepromter benutzt, weil er sich die Texte nicht merken kann. Auch waren Bayleys Gesangsleistungen bei den alten Songs wirklich nicht die besten. Bandintern gab es deshalb Streit. Einige Bandmitglieder drückten Steve die Pistole auf die Brust und sagten: ‚Entweder geht Blaze oder ich‘. Man weiß, dass Schlagzeuger Nicko McBrain und ein Teil des Managements einige dieser Leute waren. Harris begann Mitte 1998 sich zum ersten Mal Gedanken über einen Wechsel zu machen. Unterstützt wurden diese, weil Blaze auf der Amerika-Tour ständig krank war und die Zuschauerzahlen massiv zurückgingen. Im Herbst 1998 wurden so erste Kontakte zu Dickinson geknüpft, der sich nach einigen Millionenangeboten wechselwillig zeigte. Im Dezember 1998 traf sich die Band zum ersten Mal wieder mit Dickinson. Blaze wurde schon im November 1998, kurz nach dem Ende der Tournee gesagt, dass er die Koffer packen kann. Bei dem ersten Treffen mit Bruce war sich die Band schon einig. Man wollte die Reunion aber erst nach der Solo-Tour von Dickinson bekannt geben, die im Februar 1999 endete. Bruce kam dann noch auf die Idee, seinen Solo-Mitstreiter Adrian Smith zurück zu Maiden zu bringen. Man einigte sich auch hier, Steve Harris zeigte sich auch diesmal nicht so stur und die Band und die Reunion war im Februar 1999 unter Dach und Fach.“

Nach seinem Weggang betont Bayley in Interviews immer wieder, dass er sich von der Band fair behandelt gefühlt hatte, dass ihn auch Bruce Dickinson stets unterstützt habe.
Songs wie The Clansman, Lord of the Flies, Man on the Edge, Futureal und Sign of the Cross gehören auch nach der einvernehmlichen Trennung und der Rückkehr Dickinsons zu der Iron-Maiden-Setlist.

### Blaze (2000–2007)
2000 veröffentlichte Bayley das Album Silicon Messiah, das unter seinem Spitznamen Blaze erschien. Zum Line-up der Band gehörten Steve Wray (Gitarre), John Slater (Gitarre), Rob Naylor (Bass) und Jeff Singer (Schlagzeug). Mit diesem Line-up spielte Bayley auch das Album The Tenth Dimension (2002) und das Live-Album As Live As It Gets (2001) ein. Naylor und Singer wurden später durch Wayne Banks und Jason Bowld ersetzt. Blood and Belief folgte 2004. Bayley sprach in dieser Zeit offen über seine Alkoholprobleme.

### Blaze Bayley (seit 2007)

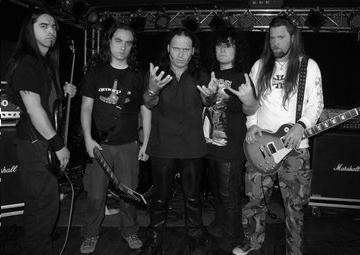
Blaze Bayley mit Band 2007 backstage in Polen

In den nächsten Jahren kommt es zu diversen Umbesetzungen, bis die Band schließlich ganz zerbrach. Am 14. Februar 2007 heiratete Bayley seine langjährige Freundin Debbie. Am 27. September 2008 verstarb Debbie, die auch Managerin der Band war, an einer Gehirnblutung.
Ende 2007 reformierten sich Wolfsbane für einige Gigs im Vorprogramm von The Wildhearts.
Mit neuen Musikern war er ab 2007 aktiv und veröffentlichte, diesmal unter seinem vollständigen Pseudonym, die Live-DVD Alive in Poland. Das erste Studio-Album, The Men Who Would Not Die, erschien am 7. Juli 2008. Es wurde von der internationalen Presse wohlwollend aufgenommen. Das zweite Album, Promise and Terror, erschien am 1. Februar 2010.
Am 19. Mai 2010 gab der Drummer Larry Paterson bekannt, dass er die Band aus persönlichen und beruflichen Gründen verlassen werde. Auch die Bandmanagerin Anna gab ihren Ausstieg aus Blaze Bayley bekannt. In einem Statement sagte sie, dass die Band und sie nicht die gleichen Ansichten bezüglich der Zukunft der Band teilen würden und dass diese Differenzen unüberbrückbar wären („The band and I do not share the same views about the future of the band and these differences are unfortunately irreconcilable...“). Am 29. März 2011 gab Blaze Bayley auf seiner Homepage bekannt, dass er sich aus gesundheitlichen und finanziellen Gründen von der Band trennen musste. In einem weiteren Statement betonte er, fortan als Solokünstler aufzutreten. Am 17. Dezember 2011 wurde auf der Band-Homepage eine Europa-Tournee für 2012 bekanntgegeben.

## Trivia und Privates
Im März 2023 erlitt Bayley zuhause einen Herzinfarkt. Daraufhin wurden alle Aktivitäten bis zum Herbst des Jahres auf Eis gelegt, da ihm ein mehrfacher Bypass gelegt werden musste und er einige Monate zur Erholung benötigte.

## Diskografie (Auszug)

### Mit Wolfsbane
- Live Fast, Die Fast (1989)
- All Hell’s Breaking Loose Down at Little Kathy Wilson's Place! (1990)
- Down Fall the Good Guys (1991)
- Massive Noise Injection (Live, 1993)
- Wolfsbane (1994)
- Lifestyles of the Broke and Obscure (Best-of, 2001)
- The Best of Wolfsbane (2009)
- Wolfsbane Save the World (2011)

### Mit Iron Maiden
- The X Factor (1995)
- Man on the Edge (Single, 1995)
- Lord of the Flies (Single, 1996)
- Best of the Beast (Best-of, 1996)
- Virus (Single, 1996)
- Virtual XI (1998)
- The Angel and the Gambler (Single, 1998)
- Futureal (Single, 1998)
- Ed Hunter (Compilation + Video Game, 1998)
- Edward the Great (Best-of, 2002)
- Eddie’s Archive (Compilation, 2002)
- Visions of the Beast (DVD, 2003)
- The Essential Iron Maiden (Best-of, 2005)

### Mit Blaze
- Silicon Messiah (2000)
- Tenth Dimension (2002)
- The Music Remains the Same (Led-Zeppelin-Tribute-Sampler, 2002)
- As Live as It Gets (Live, 2003)
- Blood and Belief (2004)

### Als Blaze Bayley
- Alive in Poland (DVD, 2007)
- Best Of (2008)
- Robot (Single, 2008)
- The Man Who Would Not Die (2008)
- The Night That Will Not Die (Livealbum, 2009)
- Promise and Terror (2010)
- The King of Metal (2012)
- Russian Holiday/w. Thomas Zwijsen (EP) (2013)
- Soundtracks of My Life (Best Of, 2013)
- Live in Prague (DVD, 2014)
- Infinite Entanglement (2016)
- Endure and Survive (Infinite Entanglement Part II) (2017)
- The Redemption of William Black (Infinite Entanglement Part III) (2018)
- War Within Me (2021)
- Damaged Strange Different and Live (Livealbum, 2023)
- Circle of Stone (2024)

### Als Gastmusiker
- Cerebral Fix – Bastards (CD, 1991, Gesang in Smash it up)
- mit Doro Pesch – Armageddon over Wacken Live 2004 (CD und DVD, 2005) und Strong and Proud: 30 Years of Rock and Metal (CD, 2016)
- mit Sinnergod – It's a Wonderful Life (zudem Auftritt im Video, 2012)
- Gandalf's Fist – The Clockwork Fable (3-CD, 2016, Gesang At the Sign of the Aperture)[12]
- Art X – The Redemption of Cain (CD, 2016)[13]
- Unflaging und Powder dry auf dem Album Europica Part One von Europica